# Myxas
Міксас - рід дрібних легеневих прісноводних черевоногих молюсків родини Lymnaeidae.

## Опис
Це невеликих розмірів равлики (висота мушлі до 15 мм), що відрізняються від ставковиків тим, що їх тендітна мушля майже вся покрита липкою мантією. Вони мешкають переважно в заплавних озерах, де навесні і в першу половину літа утворюють величезні скупчення. Однак уже до середини літа равлики зникають, тому що їх життєвий цикл закінчується протягом одного року.

## Будова черепашки
Черепашка куляста, блискуча, дуже тонкостінна, прозора і тендітна, позбавлена скульптури, крім ліній наростання. Завиток дуже низький, майже не здіймається над устям. Останній оборот великий, становить майже всю мушлю. Устя широко-овальне, колумелярний відворот широкий з яскраво вираженим вдавленням.

## Поширення
Окремі види зустрічаються на півночі Європи й у Швейцарії, Австрії, Білорусі. Також вони мешкають в Росії, Австралії та Новій Зеландії.

## Класифікація
- -     - •Міксас Дюпая
    - •Mixas glutinosa